# Млечник беззоновый
Мле́чник беззо́новый (лат. Lactárius azonítes) — гриб рода млечник (лат. Lactarius) семейства сыроежковые (лат. Russulaceae).

## Морфология
- Шляпка ∅ 3—9 см, плоская или вдавленная с центральным бугорком и гладким краем. Кожица сухая, бархатистая, от бурого до песочного цвета.
- Пластинки низбегающие, узкие, кремовые, с возрастом темнеют. Базидии 35-42×13-14,5 мкм. Цистиды веретеновидные, 52-66×12-16,5 мкм.
- Споровый порошок кремового или светло-охристого цвета. Споры 8-10×6,5-8 мкм, хребтовидной орнаментации с хребетиками до 3 мкм высотой.
- Ножка 3—7 см в высоту, ∅ до 1 см, цилиндрическая, твёрдая, голая, одного цвета со шляпкой или светлее до белого.
- Мякоть белая, плотная, пресная, через некоторое время — острая, без запаха.
- Млечный сок белого цвета, на воздухе становится оранжево-розоватым.

## Экология и распространение
Встречается в широколиственных и смешанных лесах с дубом, осиной, берёзой. Большими группами. Евразия.
Сезон: август — сентябрь.

## Синонимы

### Латинские синонимы
- Agaricus azonites Bull. 1792 basionym
- Lactariella azonites (Bull.) J. Schröt. 1889

### Русские синонимы
- Млечник беззонный